# Courbe de Bertrand

Limaçon de Pascal et ses arcs parallèles qui possèdent en chaque point une même normale que le limaçon

En mathématiques, une courbe tracée dans l'espace est dite de Bertrand s'il existe une autre courbe qui possède même normale principale que la première en chacun de ses points. La seconde courbe est appelée parfois courbe compagne.
On appelle aussi couple de courbes de Bertrand, le couple formé par une telle courbe et une de ses compagnes,,. Elles sont nommées ainsi d'après le mathématicien Joseph Bertrand.
En géométrie plane, une courbe régulière (dont la dérivée est partout définie et non nulle) possède une famille de courbes ayant mêmes normales principales : ce sont ses courbes parallèles. Pour une courbe {\displaystyle \alpha _{o}\left(s\right)}, elles sont décrites par une équation de la forme :
{\displaystyle \alpha \left(s\right)=\alpha _{o}\left(s\right)+rn\left(s\right),}
où {\displaystyle n\left(s\right)} est le vecteur normal unitaire à {\displaystyle \alpha _{o}\left(s\right)} tel que défini dans le repère de Frenet et r une constante réelle quelconque non nulle.
Dans l'espace, une courbe birégulière (dont la dérivée première et seconde ne sont pas colinéaires) gauche est rarement de Bertrand. Il faut, pour qu'elle le soit, que sa courbure, {\displaystyle \kappa } et sa torsion {\displaystyle \tau } vérifient une relation affine non linéaire : 
{\displaystyle \kappa +\tau \mathrm {cotan} \varphi ={\frac {1}{a}},}
où a est une constante réelle non nulle et φ un angle constant non nul.
Une courbe de Bertrand possède alors, en général, une seule courbe birégulière compagne, décrite par l'équation suivante :
{\displaystyle \alpha \left(s\right)=\alpha _{o}\left(s\right)+an\left(s\right),}
où {\displaystyle n\left(s\right)} est le vecteur normal unitaire à {\displaystyle \alpha _{o}\left(s\right)} tel que défini dans le repère de Frenet et a la constante réelle apparaissant dans la relation affine précédente.
Ces courbes ont été étudiées par Joseph Bertrand (1850), Joseph-Alfred Serret (1851) et Gaston Darboux (1887).